# Tatra T3R
Tatra T3R je model české tramvaje z poloviny 90. let 20. století. De facto se jedná o klasickou tramvaj Tatra T3 s novým designem, upraveným interiérem a novou elektrickou částí. Výroba probíhala ve firmě ČKD Tatra na přelomu let 1996 a 1997, celkem bylo vyrobeno 10 vozů. Existovaly i pokusy modernizovat starší tramvaje T3 na typ T3R, takto vznikl jeden (prototypový) vůz v roce 1995, druhý o tři roky později. 11 tramvají T3R je v provozu v Brně, dvanáctý vůz tohoto typu jezdil v Praze.

## Historické pozadí
V 1. polovině 90. let 20. století začala být situace v českých dopravních podnicích kritická. Nové tramvaje byly poměrně drahé, proto se začaly starší vozy modernizovat. Zpočátku šlo především o dosazení nové, úspornější elektrické výzbroje, časem se provozovatelé začali orientovat i na celkové rekonstrukce vozu včetně interiéru a designu. Brněnský dopravní podnik proto zadal firmě ČKD Tatra kompletní modernizaci jednoho vozu Tatra T3. Po úspěchu této tramvaje na Mezinárodním strojírenském veletrhu v roce 1995 společnost ČKD zařadila do svého výrobního programu i nové vozy typu T3R.

## Konstrukce
Tatra T3R je jednosměrný čtyřnápravový motorový tramvajový vůz. Kostra vozové skříně je vyrobena z ocelových profilů a z vnější strany je obložena plechy; obě čela vozu (od architekta Patrika Kotase) s panoramatickými skly jsou ze skelného laminátu. Podlaha vozu se nachází výšce 915 mm nad temenem kolejnice. Interiér vozu je přístupný třemi dveřmi v pravé bočnici. Jedná se o dvoukřídlé vně výklopné dveře s poptávkovým otevíráním cestujícími. V salonu pro cestující se nacházejí čalouněná sedadla rozmístěná systémem 1+1, topení je zapuštěno v bočnicích, podlaha je pokrytá protiskluzovou krytinou, vozy jsou standardně vybaveny elektronickým informačním systémem s digitálními panely. Okna vozu jsou determální s výklopnou horní částí. Kabina řidiče je uzavřená a je vybavena ručním řadičem.
Brněnské tramvaje typu T3R jsou vybaveny čtyřmi trakčními motory (pro každou nápravu jeden motor) typu TE 026 A05. Naopak pražský vůz, který vznikl modernizací tramvaje T3, má zachovány původní motory typu TE 022. Oba typy se liší například ve výkonu, který je u TE 022 nižší. Do vozů T3R byla nainstalována elektrická výzbroj typu TV8, která využívá GTO tyristorů a umožňuje rekuperaci brzdové energie. Oproti klasickým vozům T3 mají tramvaje T3R místo motorgenerátoru statický měnič, v zadní části střechy jsou také umístěny brzdové odporníky, proud je z trolejového vedení odebírán polopantografem. Podvozky mají dvojité vypružení a mazání okolků.

## Dodávky tramvají
Na přelomu let 1996 a 1997 bylo vyrobeno 10 vozů T3R. Všechny tramvaje jsou v provozu v Brně.
| Současný stát | Město | Článek | Typ | Roky dodávek | Počet vozů | Evidenční čísla při dodání | Poznámky | Zdroj |
| ------------- | ----- | ------ | --- | ------------ | ---------- | -------------------------- | -------- | ----- |
| Česko         | Brno  | článek | T3R | 1997         | 10         | 1659–1668                  |          | [ 7 ] |

Dva vozy T3R vznikly modernizací starších tramvají Tatra T3. Jejich rekonstrukce byly dokončeny v letech 1995 a 1998.
| Současný stát | Provoz | Článek | Typ | Roky modernizací | Počet vozů | Poznámky                                                                    |
| ------------- | ------ | ------ | --- | ---------------- | ---------- | --------------------------------------------------------------------------- |
| Česko         | Brno   | článek | T3R | 1995             | 1 kus      | modernizace vozu T3SUCS ev. č. 1615                                         |
| Česko         | Praha  | článek | T3R | 1998             | 1 kus      | modernizace vozu T3 ev. č. 6329, po rekonstrukci přečíslován na ev. č. 8205 |

## Provoz tramvají Tatra T3R

### Brno

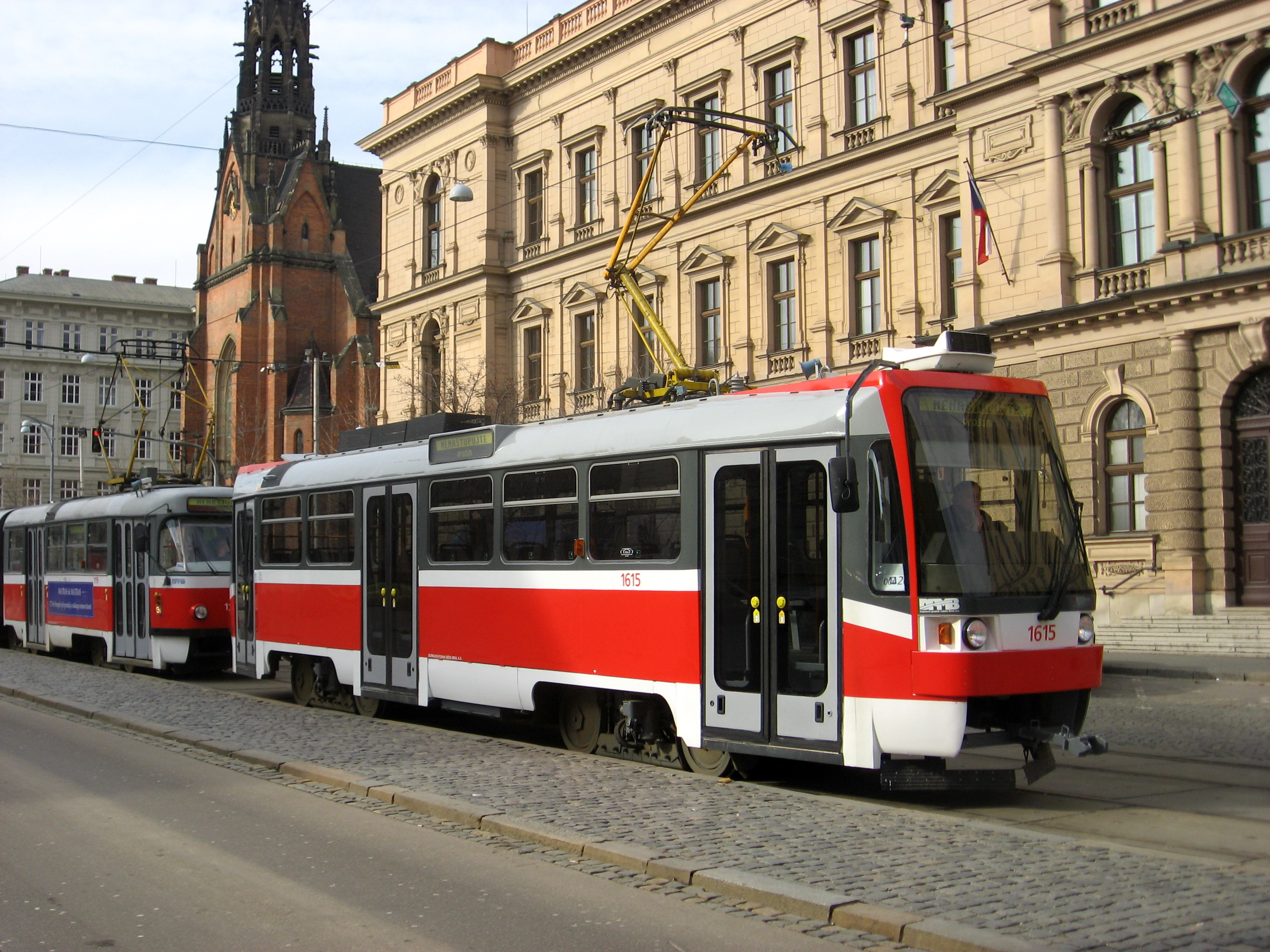
Prototypový vůz Tatra T3R v Brně

Dopravní podnik města Brna zadal v polovině 90. let 20. století vzorovou, prototypovou modernizaci jednoho staršího vozu Tatra T3SUCS evidenčního čísla 1615 (rok výroby 1985), firmě ČKD Tatra v Praze. Téměř dokončený vůz byl vystaven v září 1995 na brněnském Mezinárodním strojírenském veletrhu. Do Brna byla tramvaj definitivně dodána v listopadu téhož roku, přičemž zkušební jízdy bez cestujících začaly v lednu 1996. Po jejich ukončení sloužil ke cvičným jízdám a po odstranění nejrůznějších závad byl v březnu 1997 zařazen do provozu s cestujícími.
Na prototyp navázala v Brně dodávka 10 nových vozů T3R, které ČKD vyrobilo na přelomu let 1996 a 1997. Vozy označené čísly 1659–1668 byly dodány v průběhu března 1997 a do provozu zařazeny přibližně o měsíc později.
V Brně jsou tramvaje T3R provozovány ve stabilních dvojicích (1659+1660, 1661+1662, atd.), výjimkou je pouze prototypový vůz číslo 1615, který jezdí sólo.

### Praha

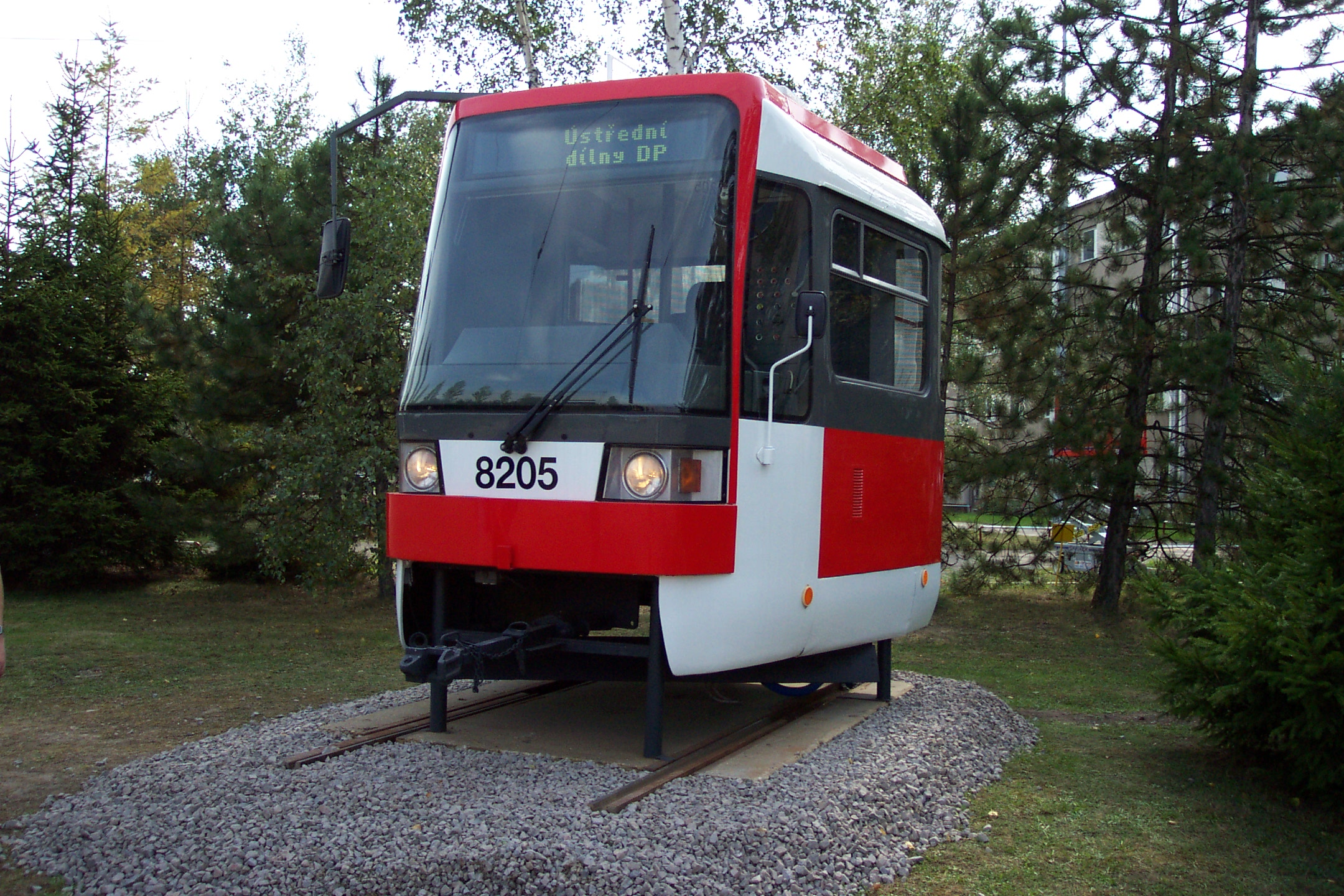
Pomník vytvořený z přední části jediného pražského vozu typu T3R

V letech 1994 až 1998 byl v ústředních dílnách pražského dopravního podniku modernizován vůz T3 evidenčního čísla 6329 (rok výroby 1964). Po dokončení rekonstrukce obdržel nové číslo 8205 a v osobním provozu se poprvé objevil v dubnu 1999. V důsledku velké poruchovosti ale téměř do pravidelného provozu nevyjížděl. V roce 2005 byl definitivně odstaven a o rok později sešrotován. Zachována zůstala pouze přední část vozu (za přední dveře), která je využita jako pomníček v areálu Opravny tramvají.
Druhým pražským vozem T3R se měla stát tramvaj T3SU ev. č. 7005. O modernizaci tohoto vozu se pokoušel jeho výrobce, firma ČKD Tatra. Rekonstrukce, která probíhala v letech 1996 a 1997, nebyla nikdy dokončena, rozestavěný skelet zůstal v ČKD a v roce 2002 byl sešrotován.